# Hypodontolaimus interruptus
Hypodontolaimus interruptus är en rundmaskart som beskrevs av Christian Wieser och Stephen Donald Hopper 1967. Hypodontolaimus interruptus ingår i släktet Hypodontolaimus och familjen Chromadoridae. Inga underarter finns listade i Catalogue of Life.